# Hanstholmknuden
Hanstholmknuden er et forbjerg øst for Hanstholm, ud til Vigsø Bugt i Skagerrak. Det er Jyllands nordvestligste forbjerg, og var i stenalderen en ø.  Det er en nordvendt kystskrænt, af   bryozokalk (limsten), men dækket af et lag flyvesand. Højeste punkt er Bavn som er 64 moh. Området er en vigtig botanisk lokalitet og  på kalkskrænterne er meget artsrige, med    flere meget sjældne arter. Det er den eneste lokalitet i Danmark ud over Bulbjerg, hvor der vokser Klit-Øjentrøst, og andre interessante arter er Hvidgrå Draba, Plettet Gøgeurt, Dværgsiv, Bredbægret Ensian, Smalbægret Ensian, Strand-Mandstro, Kornet Stenbræk, Almindelig Månerude, Bakke-Fnokurt.
Området er præget af de tyske bunkeranlæg fra Anden Verdenskrig, bl.a. ved Bavn, hvor der var anlagt antiluftskytsstillinger, og ved Vigsø.  Vigsø var indtil 1890 et center for skudehandlen med Norge.
Hanstholmknuden er udpeget til Habitatområde nr 220, der er  den østlige del af Natura 2000-område nr. 24 Hanstholm Reservatet, Hanstholmknuden, Nors sø og Vandet sø.

## Eksterne kiolder og henvisninger
- Hanstholm Kystskrænt på Naturstyrelsens website

|  | Denne artikel om lokaliteten Hanstholmknuden kan blive bedre, hvis der indsættes et (bedre) billede. Du kan hjælpe ved at afsøge Wikimedia Commons for et passende billede eller lægge et op på Wikimedia Commons med en af de tilladte licenser og indsætte det i artiklen. |

57°6′56.24″N 8°39′38.68″Ø / 57.1156222°N 8.6607444°Ø